# Продік
Продік (грец. Πρόδικος) — давньогрецький філософ, досократик, софіст, філолог. Учень Протагора, сучасник Сократа.

## Біографія
Походив з міста Юліда на острові Кеос. В юності прибув у справах батьківщини в Афіни, де його поява перед зборами зчинила подив і увагу та спонукало Продіка до вимови промов і викладання ораторського мистецтва за певну платню. Афіни стали з цього часу його постійним місцеперебуванням; тут він тісно зблизився зі знаменитими сучасниками Сократом, Ксенофонтом, Дамоном, Критієм, Фукідідом, Фераменом, Еврипідом, Ісократом. Більша частина з них прямо називаються його учнями. Насправді, не можна заперечувати великого впливу, який він мав, завдяки своєму викладанню красномовства на людей довкола. Платон постійно відгукувався про нього із подивом.
Про промови (грец. λόγοι) Продіка не існує ні точних свідчень, ні уривків з них. Тільки один уривок, завдяки повідомленням Ксенофонта, відомий нам, принаймні, за змістом; він має чудову за формою та за моральним змістом алегоричну розповідь про Геракла на роздоріжжі у боротьбі між Чеснотою і Пороком, які зустрічаються йому в образі двох жінок.
Про подібний дух його промов свідчать також інші промови, про які повідомляє вже Платон у своїх працях: «Мова його, чужа Горгієвому пишномовству, була прекрасною, із багатьма витонченими оборотами, у виразах своїх прекрасний і до тонкощів визначник».
Продік перший звернув увагу на правильному використанні слів та значень (заклав основи науки етимології). Наголошував на словах, які мають схоже написання, проте різний сенс.